# Raimondo Montecuccoli

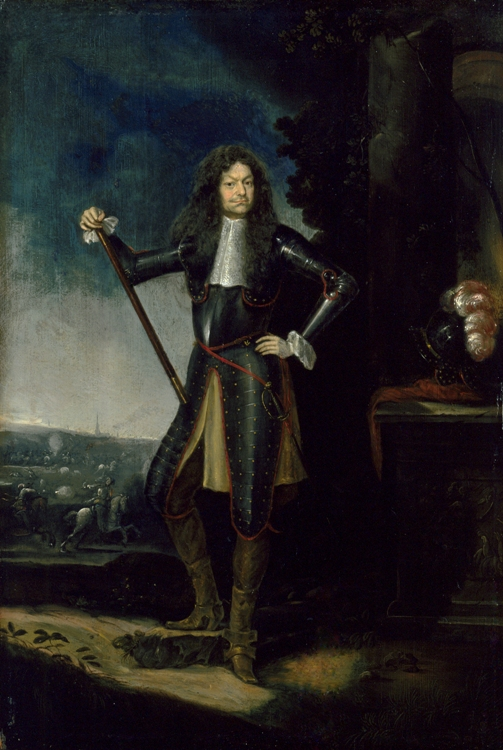
Porträt von Elias Grießler im Heeresgeschichtlichen Museum, Wien.
Montecuccolis Unterschrift:

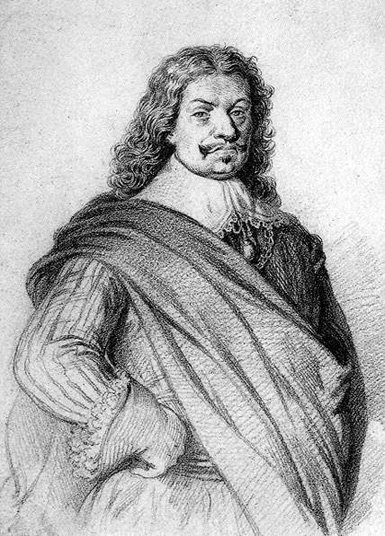
Raimondo Montecuccoli

Raimondo Graf von Montecuccoli (* 21. Februar 1609 auf Schloss Montecuccolo in Pavullo nel Frignano bei Modena; † 16. Oktober 1680 in Linz) war ein italienischer kaiserlicher Feldherr, Diplomat und Staatsmann in österreichisch-habsburgischen Diensten.
Montecuccoli war kaiserlicher Kämmerer und Geheimer Rat, Generalleutnant, General-Artilleriedirektor, Gouverneur von Raab, Hofkriegsratspräsident, Inhaber eines Kürassierregiments, Präsident der leopoldinischen Akademie der Naturforscher und Ritter des Ordens vom Goldenen Vlies. Er gilt als Schöpfer des ersten stehenden Heeres in Österreich und als einer der bedeutendsten Militärtheoretiker und -schriftsteller des 17. Jahrhunderts. 
Als seine bedeutendste militärische Großtat gilt sein Sieg in der Schlacht bei Mogersdorf, auch bekannt als Schlacht bei St. Gotthard, über ein doppelt so starkes Türkenheer, dem er damit den Nimbus der Unbesiegbarkeit raubte.

## Leben

### Von der Pike an: Im Dreißigjährigen Krieg

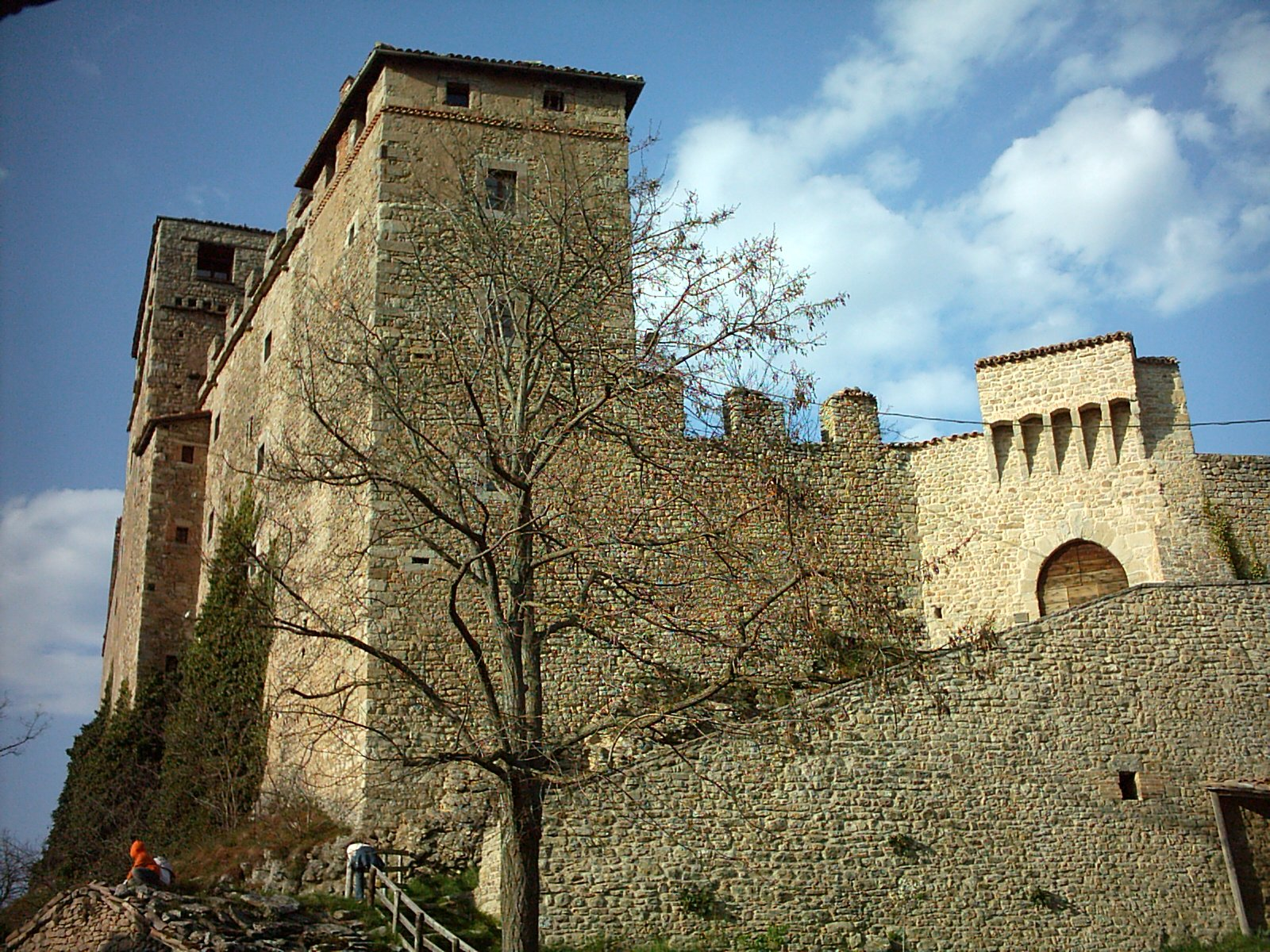
Castello di Montecuccolo

Raimondo wurde als Sohn von Galeotto Montecuccoli (1570–1619) und Anna Bighi (1586–1638) im Castello di Montecuccolo etwa 50 km südlich von Modena geboren. Er stammte aus dem mittelitalienischen Adelsgeschlecht Montecuccoli-Polignano. Nach sprachlichen und klassischen Studien trat er 1625 als einfacher Kriegsmann in das kaiserliche Heer ein und lernte das Kriegshandwerk im wörtlichen Sinn „von der Pike auf“. So hatte es sein wesentlich älterer entfernter Vetter Ernesto Montecuccoli verlangt, der als Hauptmann in der Leibgarde des Erzherzogs und Kaisers Ferdinand gedient hatte, sich in der Schlacht am Weißen Berg auszeichnete und bis zum Feldzeugmeister aufstieg, bevor er 1633 nach dem Entsatz von Breisach einer siebenfachen Verwundung erlag.
Von 1625 bis 1633 kämpfte Raimondo in Schlesien, in den Niederlanden, in West- und Norddeutschland. Nachdem er zwischenzeitlich in einem kroatischen Reiterregiment gedient hatte, stieg Raimondo Montecuccoli bereits 1629 zum Hauptmann im Infanterieregiment Wangler auf. Er wurde von seinem Onkel abwechselnd bei den Fußtruppen und der Reiterei eingesetzt, bevorzugte aber, nach seinen eigenen Angaben, die Kavallerie, ohne jedoch den Wert der Fußtruppen zu unterschätzen „bei welchen die Disciplin erlernt werden könne, auf deren Grundlage jede Leistung und jeder Ruhm beruht“.
Mit seinen Reitern kämpfte Montecuccoli bei Nördlingen und führte 1635 als Oberstleutnant eine Gruppe aus 200 abgesessenen (d. h. zu Fuß gehenden) Kürassieren durch die in die Stadtmauer Kaiserslauterns geschossene Bresche, nahm den Kommandanten gefangen und eroberte die Stadt. Für diese Leistung ernannte ihn der Kaiser zum Oberst und verlieh ihm das Regiment Trappola, das Montecuccoli um fünf neue Kompanien verstärkte und mit dem er noch im selben Jahr wesentlich zur Einnahme Elsaß-Zaberns beitrug.
Danach führte Montecuccoli sein Regiment 1636 bei Wolmirstedt und Wittstock, 1639 bei Chemnitz und 1639 bei Mělník und Brandeis. Die letztgenannten Gefechte hatte General Hofkirchen gegen Montecuccolis im Kriegsrat geäußerten Widerspruch angenommen. Sie endeten ungünstig für die kaiserlichen Truppen, Montecuccoli wurde verwundet und gefangen genommen. Er verbrachte seine 2½-jährige Gefangenschaft teils in Stettin, teils in Weimar und nutzte die Zeit zum intensiven Studium juristischer, philosophischer, historischer und naturwissenschaftlicher Werke. In Stettin entwarf er auch sein eigenes berühmtes Werk über die Kriegskunst. Im Jahr 1642 kehrte er nach seiner Auswechselung wieder zum Heer zurück. Noch im selben Jahr kämpfte er wieder mit der kaiserlichen Armee in Schlesien, schlug bei Troppau ein feindliches Korps und entsetzte Brieg. Er wurde zum Generalwachtmeister ernannt, zog dann jedoch im Winter 1642 mit Söldnern nach Modena, um in den Dienst von Herzog Francesco I. d’Este zu treten.
Als General der Kavallerie kämpfte er im Krieg um das Herzogtum Castro und stieg zum modenesischen Feldmarschall auf. 1644 aus Italien zurückgekehrt, wurde er zum kaiserlichen Feldmarschallleutnant und Hofkriegsrat ernannt, befehligte Truppen in Franken und führte Teile von General Gallas’ in Sachsen vom Feind eingeschlossener Kavallerie nach Böhmen zurück. 1645 wurde er Kommandant in Schlesien und unterstützte mit seinem Korps den Erzherzog Leopold auf dessen Zuge gegen Fürst Rákóczi von Siebenbürgen. 1647 schlugen er und Johann von Werth die Schweden in der Schlacht bei Triebl in Westböhmen. Im darauffolgenden Jahr wurde er dafür zum kaiserlichen General der Kavallerie ernannt.
Als einer der wichtigsten Offiziere der Armee befehligte er unter General Melander zusammen mit Werth die Kavallerie der Kaiserlichen, während Johann Wilhelm von Hunolstein die Infanterie kommandierte. Auf dem Feldzug nach Hessen drang Montecuccoli bis über die Weser vor, während Melander vergeblich Marburg belagerte. Nach dem Zurückweichen vor einem vereinigten schwedisch-französischen Heer bis an die Donau deckte Montecuccoli am 7. Mai 1648 den Rückzug der Kaiserlichen in der Schlacht bei Zusmarshausen, dabei kam der ihm zu Hilfe geeilte Oberbefehlshaber Melander zu Tode. Das geschwächte kaiserlich-bayerische Heer zog sich in der Folge bis an den Inn zurück und überließ weite Teile Bayerns der Verheerung durch die gegnerischen Truppen. Vor dem Friedensschluss unterstützte Montecuccoli noch den neuen kaiserlichen Oberbefehlshaber Piccolomini beim Zurückdrängen der Feinde aus Bayern und der Oberpfalz.

### In diplomatischen und militärischen Diensten
Nach dem Westfälischen Frieden unternahm er diplomatische Reisen nach Schweden, Flandern und Italien. Als kaiserlicher Gesandter nahm er 1655 am ungarischen Landtag und 1664 am Regensburger Reichstag teil. Seine Bekanntschaft mit Christine von Schweden bot Stoff zu romanhaften Gerüchten.
1657 unterstützte er den polnischen König Johann II. Kasimir gegen Rákóczi und die Schweden und zwang Rákóczi zum Frieden mit Polen. 1658 zum Feldmarschall ernannt und dem von den Schweden bedrängten Dänenkönig zu Hilfe gesandt, vereinigte er sich bei Küstrin mit den Truppen des Kurfürsten von Brandenburg, vertrieb die Schweden aus Jütland und Fünen, wandte sich darauf nach Schwedisch-Pommern und eroberte Damgarten, Anklam, Demmin, Ueckermünde. Nach dem Frieden von Oliva 1660 wurde er Geheimrat und Gouverneur von Raab.
Um Entlastung gegen den osmanischen Einfall im Fürstentum Siebenbürgen zu leisten, wo 1660 Oradea nach längerer Belagerung an die Osmanen gefallen war, sollte Montecuccoli im Jahr darauf die osmanischen Festungen Esztergom und Buda angreifen. Er organisierte sorgfältig die Waffen, die Nachschubwege und eine Pontonbrücke über die Donau für seine Streitmacht, als der habsburgische Hof ihm stattdessen das Abrücken über Oberungarn nach Siebenbürgen befahl, um dort den habsburgischen Fürstenkandidaten Johann Kemény zu unterstützen. Montecuccolis befolgte den Befehl trotz seiner Verärgerung über die zunichte gemachten Vorbereitungen und die Schwierigkeiten, das Heer im unwegsamen und dünn bevölkerten Gebiet zu versorgen. Bald litten seine 15.000 Mann unter Hunger und Krankheit; er ging deshalb der zahlenmäßig vierfach überlegenen osmanischen Armee aus dem Weg, störte ihre Operationen, verstärkte Garnisonen und half Kemény, sich eine Präsenz im Fürstentum zu verschaffen. 1662 reiste Montecuccoli zum Beraten des weiteren Vorgehens zum ungarischen Landtag in Pressburg; Kemény fiel in der Zwischenzeit in der Schlacht. Mit dem kroatisch-ungarischen General Nikolaus Zrinski lieferte Montecuccoli sich in öffentlichen Pamphleten ein Wortgefecht. Montecuccoli warf den ungarischen Magnaten mangelnde Unterstützung und fehlende Erfahrung mit großangelegten Militäroperationen vor, während Zrinski Montecuccoli für mangelnde Erfolge kritisierte.
Während des Türkenkrieges von 1663/1664 verzögerte Montecuccoli den Vormarsch des feindlichen Heeres, bis die bayerischen, brandenburgischen, französischen und sächsischen Allianztruppen zu ihm gestoßen waren. Dies sicherte ihm, am 1. August 1664, in der Schlacht bei Mogersdorf, an der Raab, den Sieg über ein im Marsch auf Wien befindliches, großes Türkenheer unter Ahmed Köprülü. Bis dahin hatten die Osmanen als unbesiegbar gegolten. Zum Lohn wurde Montecuccoli zum Generalleutnant befördert, dem seinerzeit höchsten militärischen Rang, sofern stattdessen kein Generalissimus amtierte. 1668 erhielt Montecuccoli das Präsidium des Hofkriegsrats.

### Hofkriegsratspräsident und letzte Rückkehr ins Feld
Als Ludwig XIV. 1672 Holland angriff, erhielt Montecuccoli den Oberbefehl über das mit der Armee des Großen Kurfürsten vereinigte kaiserliche Hilfskorps, durfte aber nichts Entscheidendes unternehmen und legte daher Anfang 1673 das Kommando nieder. Im Sommer aber vertrieb er an der Spitze eines neuen Heers Turenne aus Deutschland und eroberte, mit dem Fürsten von Orange/Oranien vereint, Bonn. 1675 befehligte er wieder die Kaiserlichen gegen Turenne. Beide manövrierten vier Monate lang erfolglos gegeneinander, bis Turenne am 27. Juli 1675 in der Schlacht bei Sasbach fiel, worauf Montecuccoli die sich zurückziehenden Franzosen bis nach dem Elsass verfolgte und Hagenau und Zabern belagerte. Aber Condés Erscheinen auf dem Kampfplatz zwang ihn, das Elsass wieder zu verlassen, worauf er mit der Belagerung von Philippsburg seine militärische Laufbahn beendete. Er war der militärische Lehrmeister von Ludwig Wilhelm von Baden.
Er lebte fortan meist am kaiserlichen Hof, im Umgang mit Gelehrten. Die Stiftung der Leopoldinischen Akademie für Naturforschung ist wesentlich sein Verdienst. Graf Montecuccoli starb am 16. Oktober 1680 in Linz. Die bereits geplante Erhebung in den Reichsfürstenstand erlebte er nicht mehr, sie wurde erst seinem Sohn Leopold Philipp zuteil, mit dessen Tod 1698 die fürstliche Linie erlosch.
Montecuccoli verfasste zahlreiche militärische Werke. Ein besonders häufig zitierter Satz aus seinen Aforismi dell’Arte Bellica war die Feststellung: „Richiesto taluno delle cose necessarie alla guerra, egli rispondesse tre esser quelle: denaro, denaro, denaro“ („Würde man jemanden nach den zum Kriege notwendigen Dingen fragen, so würde er sagen, es seien diese drei: Geld, Geld, Geld“).
Montecuccoli fand seine letzte Ruhestätte in der Kirche am Hof (Wien), und zwar in der sogenannten Montecuccoli-Gruft, welche sich im nordseitigen Seitenschiff unter der Liboriuskapelle befindet.

## Familie
Montecuccoli heiratet 1657 Margaretha von Dietrichstein-Nikolsburg (* 18. April 1637; † Wien 15. Dezember 1676), Tochter von Maximilian von Dietrichstein. Das Paar hatte mehrere Kinder, darunter:
- Leopold Philipp (* 1. Mai 1662; † 9. Januar 1698)[8], seit 1689 Fürst, kaiserlicher Kämmerer, FML ⚭ Gräfin Maria Antonia Colloredo Josepha von Colloredo († 1737)
- Ernestine Barbara (* 25. Mai 1663; † 6. Mai 1701)[9]

⚭ 1678 Michael Wenzel Ungnad von Weißenwolff († 1678)
⚭ 1680 Franz Christoph von Khevenhüller (* 22. September 1634; † 11. September 1684), kaiserlicher Oberstjägermeister, Eltern von Ludwig Andreas von Khevenhüller

## Rezeption
Durch die kaiserliche Entschließung von Franz Joseph I. vom 28. Februar 1863 wurde Montecuccoli in die Liste der „berühmtesten, zur immerwährenden Nacheiferung würdiger Kriegsfürsten und Feldherren Österreichs“ aufgenommen, zu deren Ehren und Andenken auch eine lebensgroße Statue in der Feldherrenhalle des damals neu errichteten k.k. Hofwaffenmuseums (heute: Heeresgeschichtliches Museum Wien) errichtet wurde. Die Statue wurde 1869 vom Bildhauer Thomas Greinwald aus Carrara-Marmor geschaffen, gewidmet wurde sie von Kaiser Franz Joseph selbst.
1909 wurde der Montecuccoliplatz in Wien-Hietzing ihm zu Ehren benannt. In Güssing erhielt die Jägerkaserne des Bundesheeres seinen Namen.